# صعود يوسف ستالين إلى السلطة

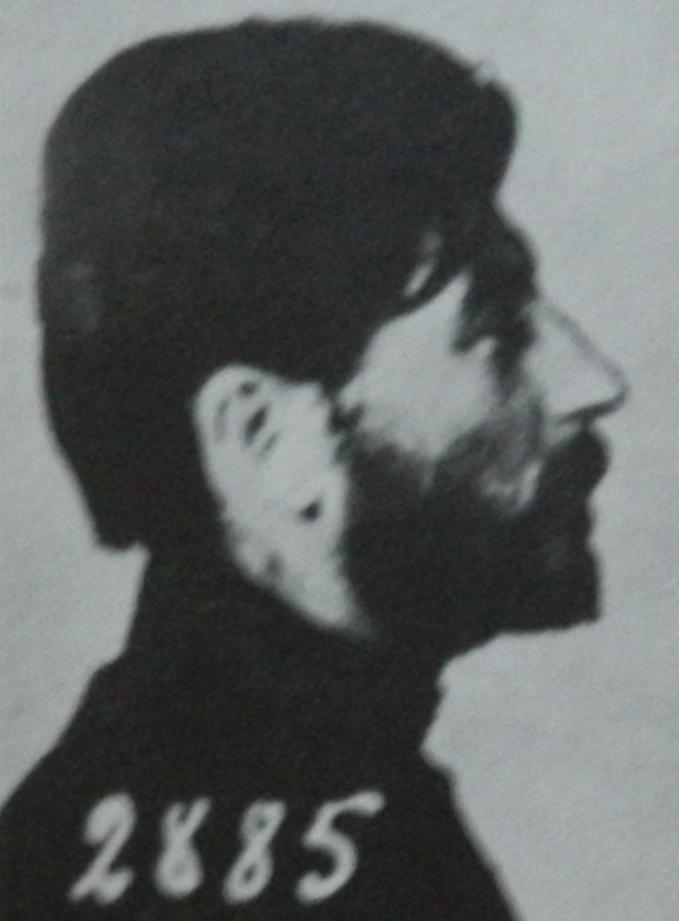
ستالين في السجن 1908.

بدأ يوسف ستالين (بالإنجليزية: Joseph Stalin) حياته المهنية كطالب راديكالي وأصبح عضوًا مؤثرًا، ثم في النهاية زعيم الفصيل البلشفي لحزب العمال الديمقراطي الاشتراكي الروسي. شغل ستالين منصب السكرتير العام للجنة المركزية للحزب الشيوعي للاتحاد السوفيتي من عام 1922 حتى وفاته عام 1953.
بدأ يوسف ستالين نشاطه السياسي بعد دخوله الماركسية والمفكرين السياسيين اليساريين الآخرين أثناء دراسته في مدرسة تبليسي اللاهوتية في جورجيا. بعد اكتشاف حيازته للأدب السياسي الراديكالي، طُرد ستالين من المدرسة في عام 1899. بعد طرده، كرّس وقته لأنشطته الثورية وأصبح عضوًا في حزب العمل الديمقراطي الاشتراكي الروسي المناهض للقيصرية (آر إس دي إل بي). عندما انقسم حزب العمل إلى الفصائل البلشفية والمنشفية، انضم ستالين إلى البلاشفة تحت قيادة فلاديمير لينين، الذي التقى به أخيرًا في عام 1905. كُلف ستالين بجمع الأموال للبلاشفة ولجأ إلى النشاط الإجرامي من خلال تشكيله آوتفيت، وهي عصابة إجرامية متورطة في عمليات سطو مسلح وابتزاز واغتيالات وشراء أسلحة وتجارة أطفال. وفقًا لمونتيفيوري، اجتمع ستالين مع القتلة «كامو وتسينتسادزي»، لكنه أصدر أوامره الرسمية لبقية أعضاء آوتفيت من خلال حارسه الشخصي. وصف مونتيفيوري ستالين خلال هذه الفترة التكوينية بأنه «رجل عصابات إرهابي». لعب ستالين دورًا قياديًا في تخطيط وتنفيذ سرقة بنك تفليس عام 1907.
بعد الثورة البلشفية، تم تعيين ستالين زعيمًا للمفوضية الشعبية للقوميات. بالإضافة إلى هذا المنصب، تولى مناصب عسكرية في الحرب الأهلية الروسية والحرب البولندية السوفيتية. كان ستالين أحد كبار عملاء البلاشفة في القوقاز وأصبح أقرب إلى لينين، الذي رآه شخصية فذة ومناصر مخلص قادر على إنجاز الأمور وراء الكواليس. لعب ستالين دورًا حاسمًا في التخطيط لغزو الجيش الأحمر لجورجيا عام 1921 إذ تبنى نهجًا متشددًا تجاه المعارضة. دفعته نجاحاته في جورجيا إلى صفوف المكتب السياسي في أواخر عام 1921.
في المؤتمر الحادي عشر للحزب الشيوعي الروسي (البلاشفة) في عام 1922، قرر القادة توسيع اللجنة المركزية للحزب. أدى هذا القرار إلى إنشاء مكتب السكرتير العام الذي تولاه ستالين في 3 أبريل. بعد خيبة أمل صغيرة لعدم منحه منصبًا وزاريًا مرموقًا، سرعان ما تعلم ستالين كيفية استخدام منصبه الجديد من أجل الحصول على مزايا للتفوق على الأشخاص الرئيسيين الآخرين داخل الحزب الشيوعي. أعد جدول أعمال اجتماعات المكتب السياسي وعمل على توجيه مسار الاجتماعات. بصفته سكرتيرًا عامًا، عيّن قادة أحزابًا محليين جددًا وأنشأ شبكة رعاية من الأشخاص الموالين له.
في عام 1922، تدهورت صحة لينين بشكل مفاجئ إلى جانب علاقته مع ستالين. شكّل لينين وتروتسكي تحالفًا للكتلة البرلمانية في نفس العام لمواجهة بيروقراطية الحزب ونفوذ ستالين المتزايد. استشهد العديد من المؤرخين باقتراح لينين بتعيين تروتسكي نائبًا لرئيس الاتحاد السوفيتي كدليل على أنه كان ينوي أن يعيّن تروتسكي خليفة له كرئيس للحكومة. من أواخر عام 1922 وحتى أوائل عام 1923، كتب لينين كتيبًا يحث فيه الحزب على عزل ستالين من منصب السكرتير العام خوفًا من ميوله الاستبدادية. تمت الإشارة إليه بعد وفاته باسم «عهد لينين»، ينتقد لينين بشدة الشخصيات الرئيسية الأخرى بما في ذلك ليون تروتسكي ونيكولاي بوخارين وفليكس دزيرجينسكي. عندما توفي لينين في يناير عام 1924، شّهِد الحزب حالةً من الفوضى وشَن صراع شرس على السلطة. تلقى ستالين، من خلال مكتبه كسكرتير عام، معرفةً متقدمة عن عهد لينين وسعى إلى تأخير نشره. عند إصدار الكتيب للحزب، عرض ستالين استقالته من منصب السكرتير العام، لكن تم انتقاده من قِبَل الحزب الأكبر الذي رغب في الحفاظ على صورة وحدة الحزب. مع تأمين منصبه، بدأ ستالين في التركيز على تعزيز سلطته والاستفادة من العداوات بين قادة الحزب البلشفي. كان العديد منهم أعضاء في الجهاز الأعلى للحزب، أي المكتب السياسي، لكن المنافسات قد امتدت إلى ما بعد ذلك. شارك العديد من مفوضي الشعب (أو الوزراء في بلدان أخرى) في النضالات الشخصية والسياسية الداخلية للحزب. عُدت الفصائل الرئيسية داخل الحزب هي «الجناح اليساري» الفكري المكون من جريجوري زينوفايف وليف كامينيف. في المعارضة كان الفصيل النقابي «اليميني» للحزب المكون من نيكولاي بوخارين وميخائيل تومسكي وأليكسي ريكوف. أما ليون تروتسكي، فقد قاد مجموعة من أنصاره. في بيئة الاستقطاب الحزبي هذه، وصف ستالين نفسه على أنه معتدل وقال بأن فصيله هو «الوسط» بينما كان يبني بالخفاء تحالفات مع كلا الجانبين خلال منتصف عشرينيات القرن العشرين.
تحول ستالين بعدها للتركيز على أكبر مخاوفه، وهو صعود تروتسكي إلى السلطة. أقام ستالين تحالفًا مع زملائه البلاشفة القدامى جريجوري زينوفايف وليف كامينيف لمعارضة تروتسكي في جهاز الحزب. كانت هزيمة تروتسكي مهمةً صعبة إذ كان له دور عام وبارز في الثورة البلشفية. علاوةً على ذلك، طور تروتسكي الجيش الأحمر ولعب دورًا جوهريًا خلال الحرب الأهلية الروسية. تنازع زينوفايف وكامينيف علنًا مع تروتسكي بينما فعل ستالين ذلك بهدوء في محاولة منه للظهور على أنه «رجل المركز الذهبي». كان عداء ستالين تجاه تروتسكي سياسيًا وشخصيًا. قبل الثورة، تجاهل تروتسكي ستالين بشكل متكرر وسخر من افتقاره إلى التعليم الرسمي وشكك في فعالية دوره باعتباره ثوريًا. على الصعيد الأيديولوجي، تُعتبر نظرية ستالين عن «الاشتراكية في بلد واحد» تناقضًا صارخًا مع «الثورة الدائمة» لتروتسكي.
عزا تروتسكي تعيينه إلى منصب السكرتير العام إلى التوصية الأولية لجريجوري زينوفايف. أيد بدوره العديد من المؤرخين هذا الرأي. وفقًا للمؤرخ الروسي فاديم روجوفين، حدث انتخاب ستالين لهذا المنصب بعد مؤتمر الحزب الحادي عشر (مارس عام 1922)، حيث شارك لينين بشكل متقطع فقط بسبب تدهور صحته، ولم يحضر سوى أربع من الدورات الاثنتي عشرة للمؤتمر.
بحلول عام 1925، تعرضت سياسة تروتسكي الخارجية للفشل في جميع الحركات الثورية في ألمانيا وأماكن أخرى. علاوةً على ذلك، أدت هذه المحاولات الثورية إلى ظهور رأي مناهض للشيوعية الذي ساعد في صعود الفاشية في أوروبا الغربية. ومع ذلك، تلقت معارضة تروتسكي وانتقاده للترويكا الحاكمة دعمًا من العديد من أعضاء اللجنة المركزية للأحزاب الشيوعية الأجنبية. شمل ذلك كريستيان راكوفسكي، رئيس جمهورية أوكرانيا الاشتراكية السوفيتية، وبوريس سوفارين من الحزب الشيوعي الفرنسي، واللجنة المركزية للحزب الشيوعي البولندي التي قادها منظرون بارزون مثل ماكسيميليان هورويتز وماريا كوزوتسكا وأدولف وارسكي. ومع ذلك، كان فشل تروتسكي سريعًا وتمت إقالته لأول مرة كمفوض للشؤون العسكرية والبحرية (يناير عام 1925)، ثم تم عزله من المكتب السياسي (أكتوبر عام 1926)، ثم خسر مقعده في اللجنة المركزية في أكتوبر عام 1927. طرده ستالين من الحزب الشيوعي في نوفمبر عام 1927 وأرسله إلى ألما آتا في كازاخستان عام 1928. تم طرد تروتسكي أخيرًا خارج الاتحاد السوفيتي في فبراير عام 1929 وعاش بقية حياته في المنفى.
مع عزل تروتسكي من السلطة، تم حلّ التحالف الذي أقامه ستالين مع زينوفايف وكامينيف. تحول ستالين بعدها لتشكيل تحالف مع الجناح اليميني للحزب بغية تشكيل ائتلاف مع بوخارين وتومسكي وريكوف لإضعاف زينوفايف وكامينيف. باستخدام منصبه كسكرتير عام، بدأ ستالين في ملء البيروقراطية السوفيتية بالموالين. بعد وفاة لينين، شرع ستالين بالسفر عبر الاتحاد السوفيتي لإلقاء محاضرات حول الفلسفة اللينينية وبدأ في تأطير نفسه على أنه خليفة لينين. في أوائل عشرينيات القرن العشرين، استخدم ستالين منصبه لطرد النقاد داخل الحزب الشيوعي وشدد قبضته على الحزب. انتهى تحالف ستالين مع الجناح اليميني للحزب عندما قرر ستالين المضي قدمًا في الخطة الخمسية الأولى متخليًا عن السياسة الاقتصادية الجديدة. هزم ستالين أخيرًا خصومه داخل الحزب بحلول عام 1928 منهيًا بذلك صراعات السلطة الداخلية. من عام 1929 فصاعدًا، كانت قيادة ستالين على الحزب والدولة راسخة وظل زعيمًا بلا منازع لاتحاد الجمهوريات الاشتراكية السوفيتية حتى وفاته.
ظلت قدرته على تولي السلطة المطلقة موضوع نقاش تاريخي. عزا بعض المؤرخين نجاحه في المقام الأول إلى صفاته شخصيته. على النقيض من ذلك، أكد بعض المنظرين السياسيين مثل تروتسكي على دور الظروف الخارجية في تسهيل نمو البيروقراطية السوفيتية التي كانت بمثابة قاعدة قوة لستالين. اعتبر مؤرخون آخرون أن الوفيات المبكرة للبلاشفة البارزين مثل فلاديمير لينين وياكوف سفيردلوف كانت من العوامل الرئيسية في ترقيته إلى منصب القيادة في الاتحاد السوفيتي. جزئيًا، لأن سفيردلوف شغل منصب الرئيس الأصلي لأمانة الحزب واعتبر مرشحًا طبيعيًا لمنصب السكرتير العام.